# متعلجمة
المتعلجمة (الاسم العلمي: Batrachoides) هي جنس من الأسماك تتبع فصيلة المتعلجمات من رتبة المتعلجميات.

## أنواع المتعلجمة
- متعلجمة بولنجرية
- متعلجمة كبيرة العيون
- متعلجمة المياه العذبة المكسيكية
- متعلجمة مشعرة
- متعلجمة باسيفيكية
- متعلجمة سورينامية
- متعلجمة والكرية
- متعلجمة والترية